# Rhea Durham
Rhea Durham (Lakeland, 1º luglio 1978) è una supermodella statunitense.

## Biografia
Sposata dal 2009 con l'attore Mark Wahlberg, ha quattro figli.

## Pubblicità
Vanta pubblicità anche per Calvin Klein, Chanel, Christian Dior, Fendi, Gucci, Louis Vuitton e Revlon. Nel 2001 è apparsa sul Calendario Pirelli

## Copertine
Le sue foto sono comparse anche su varie copertine di
- Elle, nelle edizioni 
  - canadese (novembre 2001)[1]
  - italiana (ottobre 2001 e settembre 2002)[1]
  - statunitense (ottobre 1998)[1]
  - e britannica (luglio 1999)[1]
- Cosmopolitan (periodico), nell'edizione tedesca dell'agosto 2003[1]
- Marie Claire, nell'edizione francese (settembre 1997)[1]

## Sfilate
Ha sfilato anche per Missoni, Calvin Klein, Chanel, Christian Dior, Emanuel Ungaro, Fendi, Gianni Versace, Gianfranco Ferré, Givenchy, Gucci, Karl Lagerfeld, Moschino, Oscar de la Renta, Paco Rabanne, Ralph Lauren e Valentino.

## Agenzie
Tra le agenzie che l'hanno rappresentata ci sono state:
- IMG Models - New York - Parigi - Londra - Milano[1]
- Modelwerk[1]